# Ústí (kraj Wysoczyna)
Ústí – gmina w Czechach, w powiecie Igława, w kraju Wysoczyna.
1 stycznia 2017 gminę zamieszkiwało 229 osób, a ich średni wiek wynosił 43,2 roku.